# 엑스노트 미니 X110
엑스노트 미니 X110(Xnote Mini X110)는 LG전자가 2008년 9월 25일에 출시한 넷북 컴퓨터이다.